# Canoa/kayak ai Giochi della XXVIII Olimpiade - Slalom K1 femminile

## Risultati
Tutte le 19 canoiste hanno effettuato due discese di qualificazione; le 15 atlete con la migliore somma tra i due tempi si sono qualificate per la semifinale; da qui le prime 10 sono arrivate in finale. Le discese di qualificazione si sono svolte il 17 agosto, mentre semifinale e finale il 18 agosto.
| Rank | Atleta                           | Qualificazioni | Qualificazioni | Qualificazioni | Qualificazioni | Semifinale | Semifinale | Finale | Finale |
| Rank | Atleta                           | Discesa 1      | Discesa 2      | Totale         | Rank           | Tempo      | Rank       | Tempo  | Totale |
| ---- | -------------------------------- | -------------- | -------------- | -------------- | -------------- | ---------- | ---------- | ------ | ------ |
|      | Elena Kaliská Slovacchia         | 104.24         | 108.41         | 212.65         | 2              | 103.74     | 1          | 106.29 | 210.03 |
|      | Rebecca Giddens Stati Uniti      | 108.36         | 116.58         | 224.94         | 5              | 107.56     | 4          | 107.06 | 214.62 |
|      | Helen Reeves Regno Unito         | 110.12         | 103.51         | 213.63         | 3              | 108.90     | 5          | 109.87 | 218.77 |
| 4    | Peggy Dickens Francia            | 121.31         | 108.27         | 229.58         | 12             | 104.95     | 2          | 113.85 | 218.80 |
| 5    | Štěpánka Hilgertová Rep. Ceca    | 117.05         | 111.70         | 228.75         | 11             | 111.31     | 8          | 109.44 | 220.75 |
| 6    | Louise Natoli Australia          | 115.83         | 111.38         | 227.21         | 8              | 113.24     | 9          | 111.80 | 225.04 |
| 7    | Nagwa el Desouki Svizzera        | 118.38         | 110.27         | 228.65         | 10             | 113.24     | 9          | 111.80 | 225.04 |
| 8    | Maria Cristina Giai Pron Italia  | 116.18         | 114.59         | 230.77         | 13             | 109.27     | 6          | 120.09 | 229.36 |
| 9    | Jennifer Bongardt Germania       | 102.96         | 109.24         | 212.20         | 1              | 107.36     | 3          | 130.30 | 237.66 |
| 10   | Gabriela Stacherova Slovacchia   | 110.08         | 114.58         | 224.66         | 4              | 109.85     | 7          | 164.62 | 274.47 |
|      |                                  |                |                |                |                |            |            |        |        |
| 11   | Eadaoin ni Challarain Irlanda    | 121.42         | 119.33         | 240.75         | 15             | 116.95     | 11         |        |        |
| 12   | Violetta Oblinger-Peters Austria | 110.95         | 115.55         | 226.50         | 7              | 117.09     | 12         |        |        |
| 13   | Agnieszka Stanuch Polonia        | 118.57         | 115.32         | 233.89         | 14             | 120.73     | 13         |        |        |
| 14   | Mandy Planert Germania           | 114.90         | 110.87         | 225.77         | 6              | 122.61     | 14         |        |        |
| 15   | Irena Pavelkova Rep. Ceca        | 116.08         | 111.38         | 227.46         | 9              | 161.49     | 15         |        |        |
|      |                                  |                |                |                |                |            |            |        |        |
| 16   | Margaret Langford Canada         | 123.02         | 121.89         | 244.91         | 16             |            |            |        |        |
| 17   | Maria Ferekidi Grecia            | 124.85         | 125.43         | 250.28         | 17             |            |            |        |        |
| 18   | Li Jingjing Cina                 | 134.07         | 125.85         | 259.92         | 18             |            |            |        |        |
| 19   | Nada Mali Slovenia               | 165.65         | 112.83         | 278.48         | 19             |            |            |        |        |